# Chlamydoselachus
Chlamydoselachus is een geslacht van de familie van franjehaaien (Chlamydoselachidae) en kent twee soorten.

## Soorten
- Geslacht Chlamydoselachus - Garman, 1884[1]
  - Chlamydoselachus africana Ebert & Compagno, 2009 – Zuid-Afrikaanse franjehaai
  - Chlamydoselachus anguineus Garman, 1884[1] – Franjehaai